# Haketia

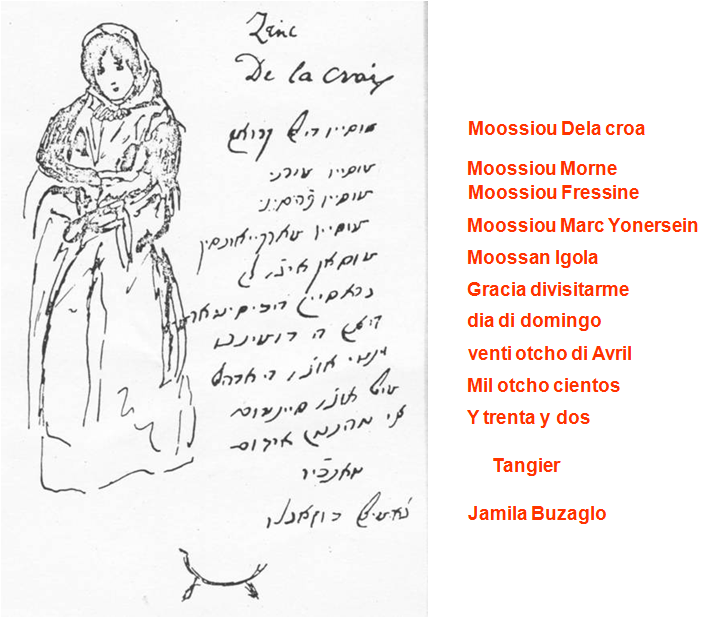
Ein Original-Brief in Haketia, 1832 geschrieben.

Haketia (hebräisch חקיטייה, arabisch حاكيتيا, DMG Ḥākītiyā; auch als Hakitia oder Haquitía geschrieben) ist eine gefährdete jüdisch-marokkanische romanische Sprache, die auch als Djudeo Spañol oder Ladino Oksidental (westliches Ladino) bezeichnet wird. In Oran in Algerien war die Sprache als Tetuani („aus Tétouan“) bekannt. 
Ende des 19. Jahrhunderts waren 10 % der marokkanischen Juden hispanophon. Historisch verbreitet war die Sprache in den Städten des nördlichen Marokko wie Tétouan, Alcazarquivir, Larache, Xauen, Tanger und in den beiden Städten Ceuta und Melilla, die als Exklaven bei Spanien verblieben. In Ceuta und Mellila hatte sie teilweise den Status einer Amtssprache, bevor sie ab 1860 vom modernen Spanischen verdrängt wurde.
Die Sprache wurde mit der kolonialen Eingliederung in Spanisch-Marokko rekastilisiert. Sie ist stark vom Marokkanischen Arabisch, Französischen und Tarifit beeinflusst. Im Haketia finden sich auch einige hebräische Ausdrücke und es wurde ursprünglich mit hebräischen Buchstaben geschrieben.